# Apaturina ribbei
Apaturina ribbei är en fjärilsart som beskrevs av Johannes Karl Max Röber 1886. Apaturina ribbei ingår i släktet Apaturina och familjen praktfjärilar. Inga underarter finns listade i Catalogue of Life.